# Vogelbescherming Nederland
Vogelbescherming Nederland est une association néerlandaise œuvrant pour la protection des oiseaux et de leur habitat. L'association a été créée en 1899 en tant que Société néerlandaise pour la protection des oiseaux en 2006 elle comptait environ 130 000 membres.

## Histoire
À l'origine de l'association certaines personnes sont offusquées de voir l'utilisation d'oiseaux et de leurs plumes comme décoration de chapeaux pour dames, mais rapidement l'association a étendu son champ d'application, en donnant des informations sur les oiseaux (en particulier la lutte contre les idées fausses au sujet des dommages que causeraient les oiseaux) et a travaillé à une meilleure législation sur la protection des oiseaux.
Il a longtemps été question de savoir si le combat contre la chasse aux oiseaux doit être un objectif important. Plus tard à la fin du XXe siècle, l'attention est principalement portée sur l'habitat des espèces en voie de disparition.

## Organisation
L'association produit un magazine et a un magasin à Zeist, là où se trouve le bureau de l'association. Depuis 1994, l'association est liée à BirdLife International, un réseau international d'organisations pour la conservation des oiseaux.